# Завальний провулок
Зава́льний прову́лок — зниклий провулок, що існував у Дарницькому районі міста Києва, місцевість Осокорки. Пролягав від Осокорської вулиці.

## Історія
Провулок виник у першій половині XX століття (не пізніше кінця 1930-х років), ймовірно, у складі Завальної вулиці. Згодом був виокремлений. 
Ліквідований на межі 1970–80-х років у зв'язку з частковим знесенням забудови селища Осокорки та прокладанням нової магістралі — майбутнього проспекту Миколи Бажана.